# Проферменты
Проферменты, или проэнзимы, зимогены, энзимогены — функционально неактивные предшественники ферментов, подвергающиеся тем или иным преобразованиям (обычно расщеплению специфическими эндо- или экзопептидазами или гидролизу), в результате чего образуется каталитически активный продукт — фермент. Относятся к группе протеиназ (сериновые, тиоловые, кислые). Синтез зимогенов осуществляется на рибосомах эндоплазматического ретикулума особыми секреторными клетками в виде зимогенных гранул, которые после завершения процесса мигрируют к поверхности клеток и затем секретируются в окружающую среду. Достигнув места действия они превращаются в активные формы ферментов. К ним относятся пепсиноген, активной формой которого является пепсин (основной протеолитический фермент желудочного сока), трипсиноген — трипсин, химотрипсиноген — химотрипсин, прокарбоксилепептидазы — карбоксипептидазы (ферменты поджелудочной железы) и др. К зимогенам относятся ферменты свёртывания крови (факторы свёртывания крови), компоненты и факторы системы комплемента.